# Centrale Grondkamer
De Centrale Grondkamer is in Nederland een publiekrechtelijk onderdeel van de Staat der Nederlanden dat belast is de behandeling van beroepschriften tegen beschikkingen van de regionale grondkamers. De Centrale Grondkamer is gevestigd in Arnhem.

## Samenstelling en werkwijze
De tot de rechterlijke macht behorende leden, de deskundige leden en de plaatsvervangende deskundige leden van de pachtkamer van het gerechtshof te Arnhem zijn van rechtswege tevens lid, onderscheidenlijk plaatsvervangend lid, van de Centrale Grondkamer.
De Centrale Grondkamer houdt zitting en beslist met drie tot de rechterlijke macht behorende leden en twee niet tot de rechterlijke macht behorende deskundige leden; een van de tot de rechterlijke macht behorende leden treedt op als voorzitter.
De griffier en de plaatsvervangend griffiers worden door de Kroon benoemd en ontslagen.
Meer informatie over de werkwijze c.a. van de Centrale Grondkamer is te vinden in artikel 22 e.v. Uitvoeringsbesluit pacht (Staatsblad 2007, 394). 